# لجنة التسوية البروسية
لجنة التسوية البروسية (اللجنة الملكية البروسية للتسوية في المقاطعات: بروسيا الغربية وبوسن)، لجنة حكومية بروسية عملت بين عامي 1886 و1924، ولكن بشكل نشط حتى عام 1918 فقط. أنشأها أوتو فون بسمارك لزيادة ملكية الألمان للأراضي على حساب البولنديين، بالوسائل الاقتصادية والسياسية، في المقاطعات الشرقية للإمبراطورية الألمانية في بروسيا الغربية وبوسن. كجزء من جهوده الكبرى الهادفة للقضاء على الأمة البولندية. كانت اللجنة بدافع المشاعر المعادية لبولندا والعنصرية.
كانت اللجنة واحدة من أدوات بروسيا الأساسية، في السياسة الرسمية «لألمنة» الأراضي البولندية تاريخيًا من بروسيا الغربية (بروسيا الملكية السابقة) ودوقية بوسن الكبرى المنحلة. اشترت اللجنة في نهاية المطاف 613 عقارًا من مُلّاك ألمان و214 عقارًا من بولنديين، وعملت في كثير من الأحيان لتعين الألمان المديونين ماليًا بدلًا من الوفاء بمهمتها الوطنية المُعلنة. جرت تسوية ما مجموعه 21,886 أسرة ألمانية (154,704 شخصًا) من أصل 40,000 شخص مُخطط لإجراء تسويتهم، وذلك بحلول نهاية وجودها.
كان لنشاطات اللجنة أثر معاكس عند البولنديين باستخدام ما أطلق عليه «القومية الدفاعية»، إذ توحدت «القومية البولندية الكاثوليكية والمقاومة الثقافية»، وتسببت في اتخاذ تدابير بولندية مضادة، بلغت ذروتها بعد الحرب العالمية الأولى عندما أُسّسَت الجمهورية البولندية الثانية، حيث صُودرت الأراضي المملوكة بواسطة اللجنة وعُكست عملية «الألمنة». نشط بعض المستعمرين الألمان الذين بقوا في بولندا عام 1939 في الحملة النازية للإبادة الجماعية ضد البولنديين خلال الحرب العالمية الثانية.

## التسمية
تترجم غالبية المصادر البولندية العنوان إلى لجنة الاستعمار بدلًا من لجنة التسوية، وهي مشحونة سياسيًا بشكل أكبر. ترتبط مسألة الترجمة بحقيقة إلغاء الفرق القانوني بين المستوطنة والمستعمرة في بروسيا عام 1904.

## خلفية

### مملكة بروسيا
استحوذت مملكة بروسيا خلال تقسيم بولندا على بروسيا الغربية ومقاطعة بوسن اللاحقة. أُلغيت اللغة البولندية كلغة رسمية وقُدمت اللغة الألمانية. أَمِل فريدريك العظيم باستبدال البولنديين بالألمان، ووضع الألمان في معظم القطاعات الإدارية أيضًا. وُصف البولنديون على أنهم «سلافيون متخلفون»، من قبل مسؤولي بروسيا الذين عملوا على نشر اللغة والثقافة الألمانية. صُودرت أراضي النبلاء البولنديين، وأُعطيت للنبلاء الألمان.
ضعفت السيطرة البروسية على المناطق البولندية بعض الشيء بعد عام 1807، عندما استعادت أجزاء من التقسيم إلى دوقية وارسو. كان وضع سلطة بروسيا يعتمد على إعاقة أي شكل من أشكال قيام دولة بولندية، ولم تُدعم المحاولات البولندية لاستعادة بولندا خلال مؤتمر فيينا عندما حاولت بروسيا الحصول على دوقية وارسو أو مقاطعاتها الغربية على الأقل. قدم الملك البروسي في عام 1815، عدة ضمانات في خطابه أمام البولنديين في دوقية بوسن الكبرى التي شُكلت حديثًا (والتي أُنشئت من أراضي دوقية وارسو) فيما يتعلق بحقوق اللغة والمؤسسات الثقافية البولندية.
احتُرِم حق استخدام اللغة البولندية في المحاكم والمؤسسات حتى عام 1830 فقط. بينما شكل البولنديون غالبية السكان في المنطقة، فقد شغلوا 4 وظائف فقط من أصل 21 وظيفة رسمية رفيعة المستوى. شكل الألمان في عام 1815 في بوزنان 11,1% من السكان فقط، على الرغم من الإجراءات الاستعمارية بين عامي 1793 و1806. لم يشغل البولنديون بعد عام 1832 مواقع رفيعة على مستوى الإدارة المحلية. اتبعت الحكومة البروسية والملك البروسي في الوقت نفسه منهج ألمنة الأنظمة الإدارية والقضائية، بينما قام المسؤولون المحليون بألمنة النظام التعليمي وحاولوا القضاء على الوضع الاقتصادي للنبلاء البولنديين. أصدر برلمان المقاطعة دعوات لضمان الحق في استخدام اللغة البولندية، ودعا إلى إنشاء مؤسسات تعليمية بولندية بالإضافة إلى الحكم الذاتي، إلا أن الدولة البروسية رفضت هذه الطلبات.
سُجن 257 ناشطًا بولنديًا في عام 1847 بتهمة التآمر، وحُكم على ثمانية منهم بالإعدام، لكن أوقف ربيع الأمم تنفيذ حكم الإعدام. أظهر برلمان فرانكفورت أن المندوبين الألمان رفضوا قبول حقوق الشعوب غير الألمانية، وبينما أعلنت الحكومة البروسية جاهزيتها لمناقشة المخاوف البولندية، أمرت الجيش البروسي بقمع حركة الحرية للناشطين والفلاحين البولنديين. تراجعت الحكومة البروسية المنتصرة بعد ذلك عن تصريحاتها السابقة للحكم الذاتي في منطقة يلكوبولسكا.

### محاولات التسوية السابقة من قبل المملكة البروسية
قامت مملكة بروسيا قبل لجنة التسوية بعدد من المحاولات لتوطين الألمان الإثنيين في المناطق التي يقطنها البولنديون.
وطّن فريدريك العظيم، الذي تعامل مع البولنديين بازدراء ووصفهم «بالقمامة البولندية القذرة» حوالي 300,000 مستعمر في المقاطعات الشرقية من بروسيا، بهدف إزالة النبلاء البولنديين. كانت هناك محاولة استعمارية أخرى هدفت إلى الألمنة من قبل بروسيا بعد عام 1832.

### الإمبراطورية الألمانية
تأسست الإمبراطورية الألمانية مع بروسيا كونها الدولة القيادية والمهيمنة في عام 1871. شهدت فترة حلول الصراع الحكومي الكنسي، محاولات الحكومة البروسية لتجنيس البولنديين، من خلال اللغة والتعليم والقيود الدينية. أدت الزيادة في أعداد البولنديين الهائلة مباشرة إلى سياسة ديمغرافية معادية لبولندا.
شكل السكان البولنديون في مقاطعة بوسن (بوزنان) ما يقارب الـ 60٪ (1,049,000 بولندي مقابل 702,000 ألماني في عام 1890)، والثلث في بروسيا الغربية (484,000 بولندي مقابل 949,000 ألماني في عام 1890). كانت بروسيا بحلول عام 1885، لا تزال تواجه صعوبات في استيعاب «المقاطعات البولندية» وكانت «المسألة البولندية» واحدة من أكثر المشاكل العاجلة بالنسبة للرايخ.
قادت القومية الألمانية الدولة، ونظر بسمارك إلى البولنديين باعتبارهم أحد التهديدات الرئيسية للقوة الألمانية، كما أعلن بشكل خاص أن المسألة البولندية مسألة حياة أو موت، وأراد أن تختفي الأمة البولندية، معبرًا عن رغبته في إبادة البولنديين، وواجه السكان البولنديون -نتيجة لذلك- تمييزًا اقتصاديًا ودينيًا وسياسيًا، ورُوِّج لألمنة أراضيهم وواجهوا في الأماكن التي عاش فيها البولنديون والألمان فصلًا عنصريًا فعليًا.
حدثت هجرة من الشرق إلى الغرب في أواخر القرن التاسع عشر، حين هاجر عدد من السكان من المقاطعات الشرقية إلى المناطق الغربية الأكثر ازدهارًا. قلقت الحكومة الألمانية من الهجرة من الشرق إلى الغرب، إذ كان ذلك سيخفض نسبة الألمان في المناطق الشرقية. استُخدم هذا الحدث كذريعة ومبرر، وقُدّم إلى المجتمع الدولي لاتخاذ إجراءات تهدف إلى ألمنة تلك المقاطعات. انتقل كل من البولنديين واليهود والألمان إلى المقاطعات الألمانية الغربية الأكثر ثراء.

## الأهداف
كانت أهداف اللجنة هي الإضعاف المالي لمُلَّاك الأراضي البولندية، وضمان ألمنة المدن البولندية، وكذلك المناطق الريفية. هدف تدمير الملكية البولندية للأراضي المقترن مع الكفاح ضد رجال الدين البولنديين (الصراع الحكومي الكنسي)، إلى القضاء على الهوية الوطنية البولندية. اعتبر بسمارك مُلّاك الأراضي البولندية المحرضين الرئيسيين للقومية البولندية، وعمل على شراء ممتلكاتهم وتوزيع أراضيهم على الألمان في مزارع بحجم عائلي، لإلغاء هذه المجموعة وزيادة أعداد الألمان بشكل كبير في هذه المناطق.
كان الدافع وراء التركيز على ملكية الأرض هو الفكرة الألمانية «القومية الرومانسية» التي تقول: «حيث سيحرث المحراث الألماني، ستظهر أرض الأجداد الألمانية». كانت التسوية عبارة عن عزل المستوطنات البولندية في المناطق المأهولة بالسكان الألمان، عن طريق محاصرتها بالمستوطنات الألمانية، ونشر المستوطنات الألمانية في المناطق التي يسيطر عليها البولنديون لعزل القرى البولندية المحددة عن البقية. كان من المفترض أن تتركز المستوطنات الألمانية دائمًا لتوفير العوائق للبولندية. وفي حين اشترت اللجنة معظم الأراضي الألمانية، لم يتعارض ذلك مع هدف زيادة الوجود الألماني، ونُظر لشراء مساحات كبيرة من الأراضي من مالك ألماني واحد لتوزيعه على العديد من المستعمرين الألمان، على أنه يخدم الهدف.
كان 96,9 ٪ من المستعمرين من البروتستانت لاعتقاد السلطات البروسية أن «الألمانية الحقيقية بروتستانتية». كانت الممارسة برمتها جديدة، وغير مسموع عنها في أوروبا. بررت الحكومة الألمانية -بجانب الهجرة من الشرق إلى الغرب- عملها، أمام المجتمع الدولي، من خلال وصف البولنديين بأنهم أعداء داخليين للدولة. ولم تحقق هذه المحاولات نجاحًا كبيرًا، وقال بسمارك نفسه إن البولنديين الذين يجدون أنفسهم بلا أرض يجب أن «ينتقلوا إلى المغرب».
لجنة التسوية البروسية

## التمويل
كان تمويل اللجنة:
- 100 مليون مارك عام 1886
- 100 مليون مارك عام 1898
- 150 مليون مارك عام 1908
- 500 مليون مارك عام 1913[3]

كان إجمالي تمويل اللجنة 955 مليون مارك بحلول عام 1914. مُنحت أموال إضافية لمشاريع المساعدة، مثل إقراض العقارات الألمانية المفلسة (125 مليون مارك في عام 1908).
بسبب عمليات اللجنة ارتفعت أسعار الأراضي في الإقليم البولندي رداً على ذلك.
فشلت المحاولة الاقتصادية لألمنة تلك المناطق، ومع بداية الحرب العالمية الأولى، بدأت السلطات الألمانية والأعضاء القياديين للجنة في البحث عن طرق جديدة لتأمين موطئ قدم ألماني في الإقليم البولندي.

## تسوية عمليات الاستحواذ وشراء الأراضي
بينما خططت اللجنة لتوطين ما يصل إلى 40000 أسرة في بوزنان وبروسيا الغربية، إلا أنها نجحت فقط في توطين ما مجموعه 216666 عائلة حتى عام 1914، ما رفع عدد المستعمرين الألمان إلى 154000.

### عمليات الاستحواذ بحلول عام 1901
من 26 أبريل 1886 حتى 1 يناير 1901، اشترت لجنة التسوية 147475 هكتاراً (3.64% من مقاطعة بوزنان و1.65% من غرب بروسيا) ووطنت 4277 أسرة (نحو 30000 شخص). زعم كتاب الإمبراطورية الألمانية المسمى معجم تخاطب مايرز العظيم أنه في عام 1905- 1906، كانت 2715 أسرة فقط من السكان غير الأصليين لهذه المقاطعات. بعد ذلك، استنزِفت الميزانية الأصلية البالغة 100000000 مارك.

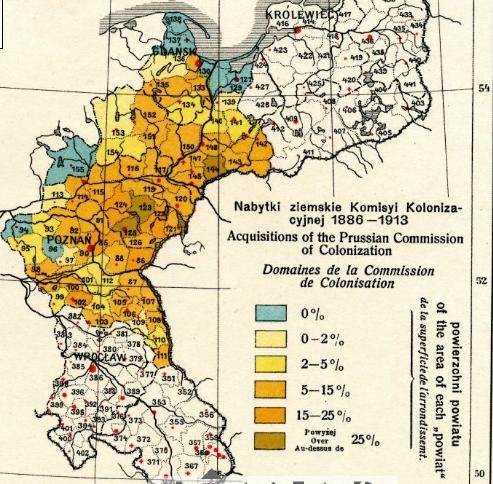
استحواذات لجنة التسوية البروسية

### عمليات الاستحواذ بحلول عام 1913
اشترت لجنة التسوية حوالي 5.4% من الأراضي في غرب بروسيا و10.4% في بوزنان بحلول عام 1913. في ذلك الوقت، أنشأت 450 قرية جديدة، واشتروا مساحة إجمالية قدرها 4386060 هكتاراً منها 124903 هكتاراً من البولنديين. امتلك الألمان 59% من الأراضي في مقاطعة بوزنان في عام 1914، بينما شكلوا نحو 40% من السكان في عام 1890.

### إجمالاً
تمكنت اللجنة من شراء 8% من إجمالي الأراضي في بوزنان وبروسيا الغربية خلال 32 عاماً من وجودها. ووطِنَّ نحو 22000 أسرة ككل، ما رفع عدد المستعمرين الألمان إلى 154 ألفًا. أُخِذت 5400 عائلة من الوافدين الألمان من أجزاء أخرى من بولندا المقسمة، وكونغرس بولندا (مقاطعة تابعة للإمبراطورية الروسية) وغاليسيا (مقاطعة نمساوية).
إجمالاً، اشترت اللجنة 828 عقاراً (430450 هكتاراً) مقابل 443 مليون مارك، 214 منها (115525 هكتاراً) من البولنديين مقابل 96.4 مليون مارك، و614 الأخرى (314926 هكتاراً) من الألمان مقابل 346.7 مليون مارك. علاوة على ذلك، اشترت اللجنة 631 مزرعة ريفية (30434 هكتاراً) مقابل 44.5 مليون مارك، منها 274 مزرعة (11152 هكتاراً) من البولنديين مقابل 16.6 مليون مارك و357 الأخرى (19282 هكتاراً) من الألمان مقابل 27.9 مليون مارك. من إجمالي 955 مليون مارك المصروفة، أنفِق نحو النصف (488 مليون مارك) لشراء الأراضي الفعلية، في حين أنفِق الباقي على الإدارة وتقسيم الأراضي والبنية التحتية... إلخ.

## أصول المستوطنين
لألمنة المنطقة بالدرجة الأولى، أرسِلت وحدات عسكرية ألمانية وأدرِجت لاحقاً في بيانات تعداد سكان المنطقة. انخفض الألمان من غرب بروسيا ومنطقة بولندا الكبرى الذين شاركوا في عملية التسوية مع مرور الوقت، في حين زاد عدد الألمان من الإمبراطورية الروسية. في السنوات الأولى (1886- 1890)، شكل السكان المحليون من بولندا الكبرى وبروسيا الغربية 48% من المستوطنين بينما كانت نسبة الألمان من روسيا أقل من 1%، ولكن في الأعوام 1902- 1906، مثّلَ المحليون فقط 17% والألمان من روسيا 29% من المستوطنين.
من أولئك المستوطنين حتى نهاية عام 1906، نشأ ربعهم في بوزنان وبروسيا الغربية، وربعهم الآخر في المقاطعات المجاورة بروسيا الشرقية وبوميرانيا وبراندنبورغ وساكسونيا وسيليزيا، و30% من أجزاء أخرى من الإمبراطورية الألمانية و20% من خارج الإمبراطورية ولا سيما من روسيا.

## التأثير على التكوين العرقي
أحد الأهداف الرئيسية للجنة هو إيقاف استعادة السكان البولنديين في الأقاليم المُألمنة من بولندا الكبرى والتي استعادت أعدادها بعد الانخفاض الحاد خلال الاستيلاء الأولي البروسي. في حين لم تحقق اللجنة أهدافها بالكامل، نجحت بإضعاف النفوذ البولندي.
في بولندا الكبرى، لم تصل الحصة البولندية إلى مستوياتها من السكان قبل عام 1815.
| التكوين العرقي لبولندا الكبرى                       | التكوين العرقي لبولندا الكبرى | التكوين العرقي لبولندا الكبرى | التكوين العرقي لبولندا الكبرى | التكوين العرقي لبولندا الكبرى |
| السنة                                               | 1815                          | 1861                          | 1890                          | 1910                          |
| --------------------------------------------------- | ----------------------------- | ----------------------------- | ----------------------------- | ----------------------------- |
| مجموع السكان                                        | 776.000                       | 1.467.604                     | 1.751.642                     | 2.099.831                     |
| النسبة المئوية للبولنديين (بما في ذلك ثنائيو اللغة) | 73%                           | 54,6%                         | 60,1%                         | 61,5%                         |
| النسبة المئوية للألمان                              | 25%                           | 43,4%                         | 39,9%                         | 38,5%                         |

| التكوين العرقي لبروسيا الغربية                    | التكوين العرقي لبروسيا الغربية | التكوين العرقي لبروسيا الغربية | التكوين العرقي لبروسيا الغربية | التكوين العرقي لبروسيا الغربية |
| السنة                                             | 1858                           | 1890                           | 1905                           | 1910                           |
| ------------------------------------------------- | ------------------------------ | ------------------------------ | ------------------------------ | ------------------------------ |
| مجموع السكان                                      | ؟                              | 1.433.681                      | 1.641.936                      | ؟                              |
| النسبة المئوية للبولنديين (بما في ذلك الكاشوبيون) | 30,9%                          | 33,8%                          | 34,4%                          | ~35%                           |
| النسبة المئوية للألمان * بما في ذلك ثنائيو اللغة  | 69,1%                          | 66,2%*                         | 65,6%*                         | ~65%                           |

وفقاً للعالم السياسي البولندي فواديسلاف كولسكي، فإن اللجنة كانت جزء فقط من الجهود الألمانية لاستئصال البولنديين من الأراضي التي احتلتها بروسيا من بولندا، بالإضافة إلى 154000 مستعمر، وَطنت ألمانيا أيضاً 378000 من الأفراد والمسؤولين العسكريين الألمان في الأقاليم البولندية.

## التشريعات
بما أن النهج الاقتصادي أظهر فشلاً، شُرّعت العديد من القوانين لتعزيز أهداف لجنة التسوية.
- 1896: لا يمكن بيع الأرض المكتسبة من اللجنة بحرية إلا لأقرباء المستوطن: تُطلب موافقة اللجنة لأي عملية بيع أخرى.
- 1904: سعت الحكومة البروسية إلى منع البولنديين من حيازة الأراضي، إذا تعارض ذلك مع أهداف اللجنة. تتطلب أي مستوطنة جديدة رخصة بناء، حتى لو فقط لتجديد مبنى قائم لجعله صالحاً للسكن. يرفض المسؤولون المحليون بشكل روتيني هذه التراخيص للبولنديين. واجه القانون انتقادات دولية ومعارضة من الجماعات الليبرالية المعنية بحقوق الملكية الخاصة. أنهت المحكمة الإدارية العليا البروسية هذا التشريع.[17]
- 1908: مرر المجلس البروسي قانونًا يسمح بمصادرة الأراضي البولندية بالقوة من قبل لجنة التسوية. في عام 1912، صودرت أربع عقارات بولندية كبيرة تبلغ 1656هكتاراً.[31] واجه القانون انتقادات من المجتمع الدولي والليبراليين المهتمين بحقوق السوق الحرة. بالإضافة إلى ذلك، أدان مجلس الدولة النمساوي، بناءً على طلب البولنديين الذين تمتعوا باستقلال ونفوذ كبيرين في النمسا- المجر، تصرفات الحكومة الألمانية.[3] روتا «القَسَم» وهي قصيدة بولندية وطنية، أُلِفتها ماريا كونوبنيكا كردِّ فعلٍ لهذا القانون.[3] وفقا للمؤرخ أندريه شوالبا، كتبت أكثر من صحيفة في أوروبا أن بروسيا أصبحت دولة بوليسية.[3] أُجِلَ تنفيذ القانون جزئياً حتى عام 1914 بسبب تلك الاحتجاجات.[3]
- 1913: مُرر قانون يمنع تقسيم الأراضي الخاصة دون موافقة الدولة، لمنع البولنديين من إعادة توزيع أراضيهم على البولنديين الآخرين.[3]

ومن بين الاجراءات الأخرى لدعم سياسة الألمنة:
- فُضِل الألمان الأصليين في العقود الحكومية وفازوا بها فقط، بينما خسر البولنديون دائمًاً.[3]
- رُقي الألمان الأصليين في الخطط الاستثمارية واتفاقيات التوريد.[3]
- استلم الحرفيون الألمان في الأراضي البولندية أفضل المواقع في المدن من السلطات حتى يتمكنوا من بدء أعمالهم التجارية الخاصة والازدهار اقتصادياً.[3]
- تلقى الجنود أوامر تمنعهم من الشراء في المتاجر البولندية ومن البولنديين تحت التهديد بالاعتقال.[3]
- شُجِع التجار الألمان على الاستيطان في الأراضي البولندية.[3]
- تم اقتراح حوافز ضريبية وترتيبات مالية نافعة للمسؤولين والموظفين الألمان إذا استوطنوا في المقاطعات التي يسكنها بولنديون.[3]